# Angelo Vaccarezza
Angelo Vaccarezza (Albenga, 30 luglio 1965) è un politico italiano, consigliere regionale ligure ed ex presidente della provincia di Savona.

## Biografia
Già da giovane in consiglio provinciale, dopo l'esperienza nel settore della comunicazione in Tele TRIL (gestita dal padre Nicola) e una breve esperienza da promotore finanziario, Vaccarezza si dedica alla politica attiva in Forza Italia.

### Carriera politica
Da ventun'anni opera nella pubblica amministrazione di Loano, prima come consigliere comunale, poi come assessore e come sindaco.
È stato sindaco di Loano per due mandati dal 2001 al 2011. Inoltre, è presidente della Provincia di Savona dal 24 giugno 2009: alle elezioni provinciali del giugno 2009, infatti, ha sfidato al ballottaggio e sconfitto il candidato del Pd Michele Boffa, in una competizione che lo ha visto partire nettamente favorito.
Il 16 maggio 2009 Loano è diventata ufficialmente Città dello Sport. Lelio Speranza, presidente provinciale del CONI, ha consegnato al sindaco Angelo Vaccarezza il riconoscimento.
Il 31 maggio 2015, è eletto per la Regione Liguria con 4506 preferenze, al fianco di Giovanni Toti presidente della Liguria.
Nel 2019 lascia Forza Italia per aderire a Cambiamo!, nuovo movimento di Toti, perdendo la carica di capogruppo in consiglio regionale. Dopo essere stato rieletto con 4540 voti, il 19 novembre 2020 diventa coordinatore regionale di Cambiamo! e capogruppo in consiglio regionale.
Il 18 novembre 2021 viene nominato coordinatore regionale di Coraggio Italia, il nuovo partito fondato da Toti insieme al Sindaco di Venezia Luigi Brugnaro.
Nel gennaio del 2024 a sorpresa si dimette da capogruppo della Lista Toti in consiglio regionale venendo poi sostituito come coordinatore regionale del movimento da Ilaria Cavo. Il mese seguente rientra in Forza Italia. Alle regionali di ottobre viene rieletto con 2325 preferenze ed è scelto come segretario d’aula.